# 慶平君
慶平君（경평군，1600年2月14日（宣祖三十三年六月十八）—1674年1月4日（顯宗十四年十一月二十八））是朝鮮王朝時代的王族，諱李玏（이륵）。

## 生平
他是朝鮮宣祖與溫嬪韓氏之子，後娶崔胤祖（韓語：최윤조）女為妻。
光海君時，慶平君與興安君李瑅被指控擅闖民居、毆打老婦及凌辱女性，後來慶平君又被指責虐打下人，曾被官員奏議削除官爵，但光海君並未允許。
仁祖即位後，慶平君依然故我，曾霸佔江邊釣魚地方、奪取民田私自收取稅款、縱容家奴偷竊與毆打府吏等，但仁祖亦未有罷黜他的意思。
顯宗十四年（1673年）慶平君逝世，高宗八年（1871年）加上諡號貞簡（韓語：정간）。

## 家族關係
- 父親：朝鮮宣祖李昖
- 母親：溫嬪清州韓氏，韓士亨女
- 正室：郡夫人朔寧崔氏(1600-1664) ，崔胤祖女
  - 長子：嶺陽君李儇
- 妾：不詳
  - 庶子：嶺興君李倀
  - 庶子：嶺洲君李𠐌
  - 庶子：嶺林君李俙
  - 庶女：適權惗
  - 庶女：適黃胤貞